# Profeminism
Profeminism är en term som ibland används om en person och en aktivism som stödjer feminismen utan att för den skull definiera sig som feminist. Somliga menar till exempel att en man inte kan vara feminist, eftersom han saknar en kvinnas erfarenheter och perspektiv. Detta synsätt förutsätter dock att feminism bara handlar om att förändra samhället baserat på kvinnors önskemål om förändringar i jämställd riktning.
En man som eftersträvar lika villkor för kvinnor och män är enligt denna syn profeminist. Ordet lanserades på 1980-talet och blev vanligt i USA och i olika delar av Europa, som ett sätt för män att stödja kampen för jämställdhet utan att riskera att män tar "för stor" plats i jämställdhetskampen. Begreppet är vanligt förekommande i bland annat Storbritannien, USA och Australien, där män relativt sällan har velat ta på sig den politiska etiketten feminist.
Profeminism är mindre använt i Norden, där relationerna mellan könen i många fall är mer jämställda och där fler män är aktivt engagerade i kampen för jämställdhet. I Sverige är det helt accepterat att en man kallar sig feminist, och sedan 2010-talet har flera svenska regeringar lanserat sig med officiellt feministisk utrikespolitik och politik i allmänhet.
Begreppet profeminism är spritt i bland annat USA, och det sätts ofta i motsats till antifeminism. Skillnaden mellan anti- och profeministiskt engagemang kan här beskrivas som motstånd eller stöd till vissa samhälleliga förändringar.